# Wetterspitze
Wetterspitze är en bergstopp i Österrike.   Den ligger i distriktet Reutte och förbundslandet Tyrolen, i den västra delen av landet, 500 km väster om huvudstaden Wien. Toppen på Wetterspitze är 2 895 meter över havet, eller 593 meter över den omgivande terrängen. Bredden vid basen är 7,2 km.
Terrängen runt Wetterspitze är huvudsakligen bergig, men den allra närmaste omgivningen är kuperad. Närmaste större samhälle är Landeck, 16,4 km öster om Wetterspitze. 
Trakten runt Wetterspitze består i huvudsak av gräsmarker. Runt Wetterspitze är det ganska glesbefolkat, med 27 invånare per kvadratkilometer.